# Chauffayer
Chauffayer (okzitanisch: Chaufaier) ist eine ehemalige französische Gemeinde mit zuletzt 392 Einwohnern (Stand 1. Januar 2014) im Département Hautes-Alpes in der Region Provence-Alpes-Côte d’Azur. Sie gehörte zum Arrondissement Gap und zum Kanton Saint-Bonnet-en-Champsaur.
Mit Wirkung vom 1. Januar 2018 wurden die früheren Gemeinden Chauffayer, Saint-Eusèbe-en-Champsaur und Les Costes zur Commune nouvelle Aubessagne zusammengeschlossen. Der Status einer Commune déléguée wurde ihnen in der neuen Gemeinde jedoch nicht zuerkannt. Der Verwaltungssitz befindet sich im Ort Chauffayer.

## Lage
Sie grenzte im Norden an Saint-Firmin, im Osten an Saint-Jacques-en-Valgodemard und Les Costes, im Süden an Saint-Eusèbe-en-Champsaur, im Südwesten an Le Noyer und im Westen an Le Glaizil.

## Geschichte
Bekannt ist, dass die Ortschaft im Jahr 1373 „Chalfanerium“ hieß.

## Bevölkerungsentwicklung
| Jahr      | 1962 | 1968 | 1975 | 1982 | 1990 | 1999 | 2008 | 2012 |
| --------- | ---- | ---- | ---- | ---- | ---- | ---- | ---- | ---- |
| Einwohner | 496  | 504  | 528  | 402  | 363  | 334  | 385  | 391  |

## Sehenswürdigkeiten
- Pastoralkirche Sainte-Anne
- Kapelle Sainte-Anne
- Schloss Château des Herbeys

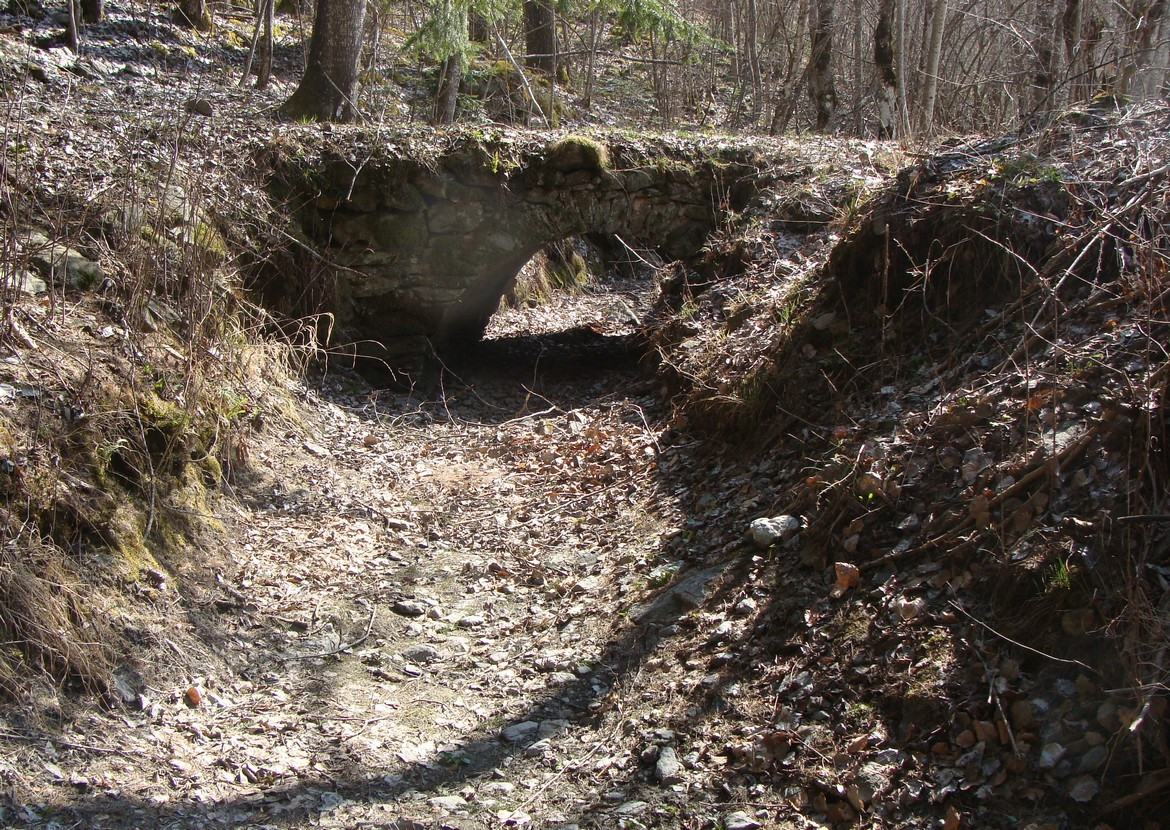
Canal-des-Herbeys
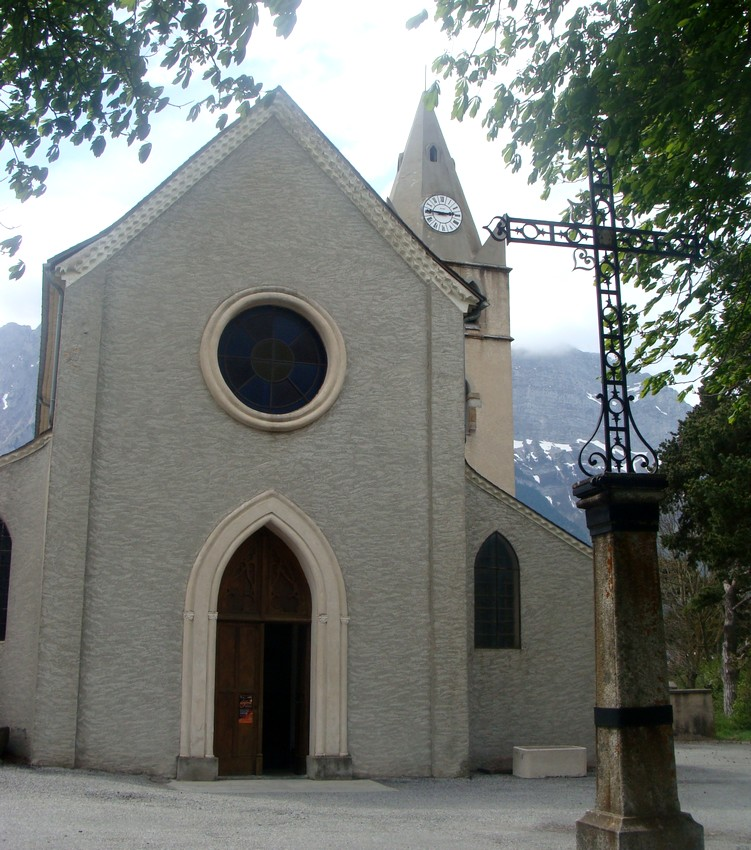
Kirche Sainte-Anne aus dem 19. Jahrhundert
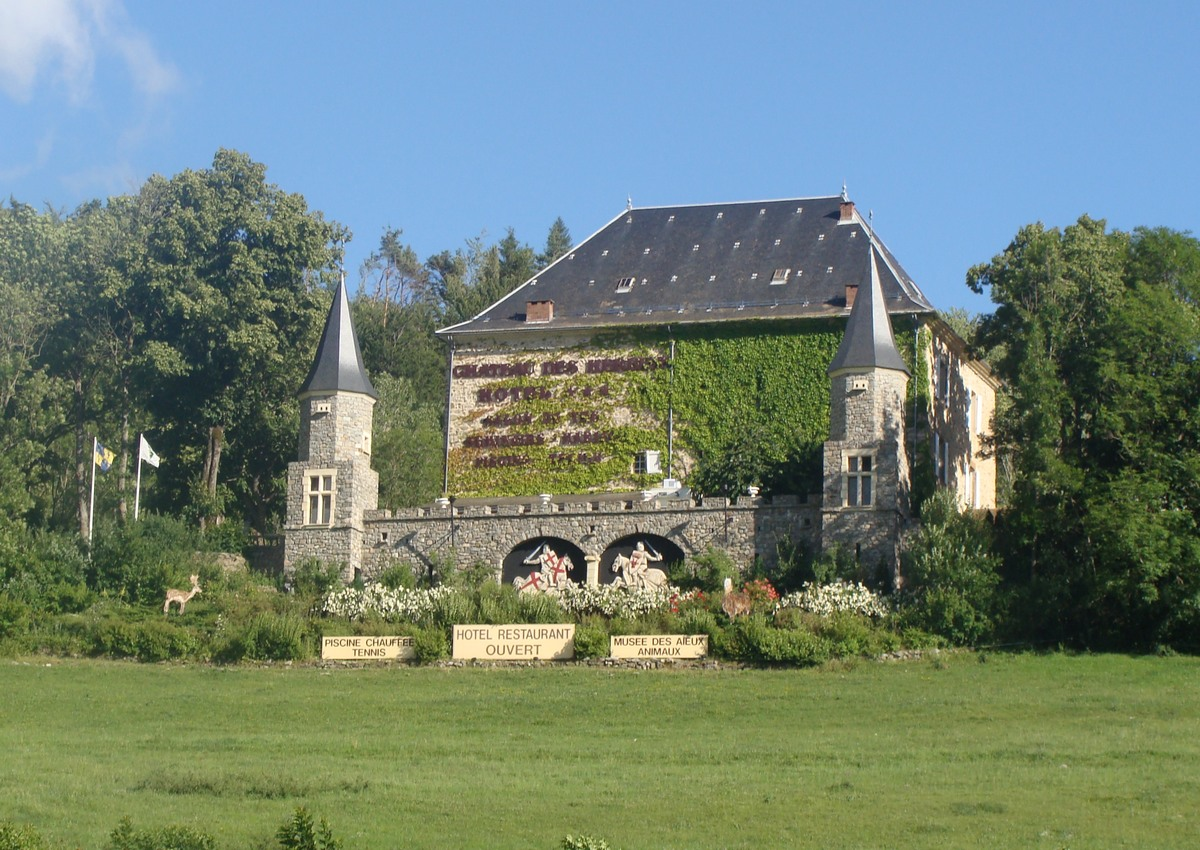
Château des Herbeys